# مائورو آمنتا
مائورو آمنتا (انگلیسی: Mauro Amenta؛ زادهٔ ۲۳ اکتبر ۱۹۵۳) بازیکن فوتبال اهل ایتالیا است.
از باشگاه‌هایی که در آن بازی کرده‌است می‌توان به باشگاه فوتبال پروجا، باشگاه فوتبال فیورنتینا، باشگاه فوتبال آ.اس. رم، باشگاه فوتبال دلفینو پسکارا، باشگاه فوتبال پیزا، باشگاه فوتبال جنوآ، و باشگاه فوتبال پالرمو اشاره کرد.